# On a toujours besoin d'un petit Bugs chez soi
Pour plus de détails, voir Fiche technique et Distribution.
On a toujours besoin d'un petit Bugs chez soi (Elmer's Pet Rabbit) est un cartoon réalisé par Chuck Jones en 1941, mettant en scène Elmer Fudd et Bugs Bunny.

## Résumé
Elmer est en train de se promener dans une avenue et remarque qu'un lapin (Bugs) est à vendre ; il l'achète et sur le chemin du retour, Bugs l'accompagne au chant avec une voix de baryton. Elmer décide de construire un enclos pour Bugs mais ce dernier n'apprécie pas vraiment l'enclos et les légumes qu'Elmer lui sert. Il s'en plaint, trouvant le gros tas de légumes variés insuffisant comme ration, bien qu'il le mange avidement et se retrouve rassasié, avec le ventre bien rond. Elmer se voit dérangé par Bugs qui entre en coup de vent dans son salon et furète partout le dos courbé en avant à la manière de Groucho Marx, avant de se rencontrer nez à nez avec Elmer. L'un avance et l'autre recule, puis le contraire, ce qui fait une sorte de danse de tango. Bugs devient câlin et commence à séduire Elmer. Il se fait remettre instantanément dans l'enclos. Le lapin revient et réussit à passer en premier dans la salle de bains. Elmer et lui se dispute la douche. Bugs, rejeté, fait croire alors à Elmer qu'il s'est noyé dans la baignoire où il n'y a que deux centimètres d'eau. Alors qu'Elmer le pleure, Bugs se relève et l'embrasse en lui disant « mon héros », puis demande à Elmer de lui botter l'arrière-train pour avoir été aussi méchant avec lui. Elmer s'exécute à contre-cœur. À peine le lapin frappé, Bugs lui déclare, à la manière de Groucho Marx, que « c'est la guerre » et le soufflette avec violence de son gant. Il s'enferme dans la chambre d'Elmer. Elmer le suit, allume la lumière. Bugs, dans le lit, lui intime l'ordre d'éteindre. Elmer obéit machinalement, avant de se reprendre et de poursuivre Bugs comme une fusée à travers toute la maison, qu'ils détruisent en partie au passage. Le souffle provoqué par la course amène quantité de meubles qui viennent s'entasser contre la porte principale après que Bugs soit parti de la maison. La porte ainsi bloquée, Elmer croit être débarrassé du lapin, mais il le retrouve une fois encore dans son lit, où il hurle à nouveau d'éteindre la lumière !

## Fiche technique
Source IMDb
- Producteur : Leon Schlesinger
- Musique : Carl W. Stalling

Carte publicitaire du film (1941).

- Montage : Treg Brown (non crédité)
- Langue : anglais
- Pays de production : États-Unis
- Distribution : 1941 : Warner Bros. Pictures (États-Unis)
- Format : couleurs (Technicolor) - 1,37:1 - 35 m - 1,37:1 - son mono - procédé cinématographique : sphérique
- Métrage : 212 m (1 bobine)
- Durée : 8 minutes
- Genre : court métrage de dessin animé de comique
- Date de sortie :
  - États-Unis : 4 janvier 1941

### Animation
Animateurs :
- Rudy Larriva (seul personne de l'équipe à être mentionné au générique)
- Robert Cannon
- Ken Harris
- Robert McKimson
- Phil Monroe
- Richard Thompson (assistant)
- Ben Washam

Personnages et mise en place :
- Robert Givens (en)
- John McGrew (mise en place)

Décors :
- Paul Julian (en)

### Orchestration
- Carl W. Stalling : directeur musical
- Milt Franklyn  : chef d'orchestre (non crédité)

## Distribution
Voix originales (non créditées) :
- Mel Blanc : Bugs Bunny
- Arthur Q. Bryan : Elmer Fudd

Voix françaises :

## Autour du film

### Bugs Bunny
Dans ce cartoon, Bugs a une forme plus ronde et ramassée (ainsi que Elmer), encore un peu inspiré des protoypes (mais il conserve la forme définitive de sa queue). Si on excepte Hare-um Scare-um, antérieur au début officiel de Bugs Bunny, c'est dans ce seul épisode qu'il porte des gants jaunes, et sa voix a un timbre plutôt grave.